# 二(三甲基硅基)氨基锂
二(三甲基硅基)氨基锂（简称LiHMDS）是一种有机硅化合物，化学式为[(CH3)3Si]2NLi。这种无色固体是一种非亲核性的强碱，可用于去质子化反应并可用作配体。无溶剂时，这种化合物在溶液是双聚体，而在固体中为三聚体。

## 制备
二(三甲基硅基)氨基锂可以购买，但也可用丁基锂夺取双(三甲基硅基)胺的质子来制备：
[(CH3)3Si]2NH  +  C4H9Li   →   [(CH3)3Si]2NLi  +  C4H10
该化合物可用升华法提纯。
二(三甲基硅基)氨基锂可以在反应体系中先制备再使用。

## 反应
二(三甲基硅基)氨基锂可用于制备低配位数的配合物，因为配体(TMS)2N-的位阻很大。这样的例子有M[N(TMS)2]3（M = Sc, Ti, V, Fe ；TMS = (CH3)3Si)）。与三甲基氯硅烷反应产生三(三甲基硅基)胺，其中氮的配位数为3，空间构型为平面正三角形。
有机化学中，二(三甲基硅基)氨基锂通常用作强碱，例如形成乙炔化锂，或者制备烯醇锂盐（图中的苄叉丙酮）：